# Lester Maddox
Lester Garfield Maddox Sr. (Atlanta, 30 settembre 1915 – Atlanta, 25 giugno 2003) è stato un politico e imprenditore statunitense.
Dal 1967 al 1971 ricoprì la carica di 75º Governatore della Georgia.
Populista Democratico, Maddox salì alla ribalta delle cronache statunitensi come sostenitore convinto della segregazione razziale quando si rifiutò di servire alcuni clienti afroamericani nel suo ristorante di Atlanta, a dispetto del Civil Rights Act del 1964. Successivamente alla carica principale fu il vicegovernatore di Jimmy Carter, futuro presidente degli Stati Uniti.

## Biografia
Maddox nacque nella città di Atlanta, capitale della Georgia, secondo dei sette figli della coppia Dean Garfield Maddox e Flonnie Castleberry. Lester lasciò la scuola poco tempo prima del diploma per aiutare finanziariamente la famiglia, in condizioni di povertà, mettendosi a lavorare e riuscendo poi a diplomarsi per corrispondenza. In seguito, durante la seconda guerra mondiale, lavorò presso una fabbrica di bombardieri Bell B-24 e B-29 a Marietta.

### Ristoratore
Nel 1944 Maddox, stanco del lavoro in fabbrica insieme alla moglie Virginia Cox aprì una drogheria, con annesso un ristorante chiamato "Lester's Grill". Forte del successo riscosso dall'attività, la coppia acquistò una proprietà su Hemphill Avenue nei pressi del campus universitario del Georgia Tech per aprire il "Pickrick Cafeteria".
Maddox rese il "Pickrick" un'attività a conduzione familiare, con la moglie e i figli che lavoravano insieme a lui nel locale. Conosciuto per la sua semplice ed economica cucina, specializzata nel pollo fritto, il ristorante divenne in poco tempo un proficuo investimento. Il successo del ristorante era anche dovuto alla pubblicità del quotidiano Atlanta Journal, su cui Maddox teneva abitualmente la rubrica Pickrick, per cui scriveva monologhi generalisti, spesso con connotati politici e critici dei diritti civili degli afroamericani, un problema molto sentito nell'ultra-conservatrice Georgia del tempo.
Maddox si rifiutava di servire clienti di colore all'interno del locale, nonostante l'entrata in vigore della legge Civil Rights Act nel 1964, continuando a perpetrare una politica segregazionista nei confronti degli afroamericani. Un primo gruppo di dimostranti a favore dei diritti civili manifestarono davanti al ristorante, ma non successero incidenti perché Maddox li informò di avere molti dipendenti afroamericani. Nell'aprile 1964 altri attivisti tentarono di entrare nel locale, ma Maddox e i familiari gli sbarrarono la strada impugnando delle asce. Esistono versioni contrastanti sulla dinamica dell'accaduto: il ristoratore dichiarò che aveva voluto impedire un'"invasione di negri" nel ristorante, mentre gli attivisti dissero di essere semplicemente tre studenti di colore del Georgia Tech che avevano chiesto un tavolo per mangiare.
Presto l'evento venne strumentalizzato sia dai segregazionisti che dai pro-diritti civili, con i primi che lo definivano un eroe e i secondi che lo attaccavano chiamandolo un violento razzista. Maddox, ormai alla ribalta e messo sotto pressione dalla stampa nazionale e dalle autorità, fu infine costretto a vendere il locale ai suoi dipendenti piuttosto che accettare di servire clienti di colore.

### Carriera politica

#### Prime candidature
Durante il suo periodo da titolare del "Pickrick" Maddox, già membro del Partito Democratico, tentò per due volte (e fallendo in entrambi i casi) di farsi eleggere sindaco di Atlanta. Nel 1957 perse contro William B. Hartsfield, mentre nel 1961 fu sconfitto da Ivan Allen Jr.
Nel 1962 si candidò quindi alla carica di vicegovernatore della Georgia in competizione con Peter Z. Geer, candidato col quale condivideva il sostegno alla segregazione razziale. Nel tentativo di differenziare le reciproche proposte elettorali, i due candidati si accusarono l'un l'altro di essere estremisti. Geer riuscì a prevalere col 55% delle preferenze contro il 45% di Maddox; quest'ultimo, nonostante la sconfitta, guadagnò comunque molta visibilità nello Stato. Sconfortato, pensò tuttavia di ritirarsi dalla politica. La rivista Time lo tacciò di essere un "petulante razzista"; mentre Newsweek lo vedeva come un "demagogo retrogrado".

#### Elezioni del 1966
Gli eventi al "Pickrick" del 1964 rilanciarono la carriera politica di Maddox, che dopo l'abbandono della ristorazione vi si dedicò totalmente. Nel 1966 decise quindi di candidarsi alla carica di governatore della Georgia, con principale rivale alle primarie democratiche l'ex governatore Ellis Arnall. L'elezione si svolse nell'epoca del predominio del Partito Democratico in Georgia, quando vincere le primarie democratiche era un lasciapassare sicuro per la vittoria elettorale. Non esistevano primarie repubblicane all'epoca, ma una grande fetta degli elettori georgiani, tradizionalmente democratici ma sempre più scontenti della deriva del movimento, stava invece cominciando ad identificarsi sempre più col Partito Repubblicano. Pare quindi che un numero imprecisato di repubblicani votasse nelle primarie democratiche, facendo convergere voti verso il candidato che credevano avrebbe perso più facilmente contro il loro rappresentante, Howard "Bo" Callaway.
Alle primarie Arnall ebbe più voti popolari, ma non raggiunse la maggioranza richiesta. Maddox, arrivato secondo, entrò quindi in ballottaggio con Arnall, emergendone vittorioso con 443 055 voti contro i 373 004 dell'altro candidato. La sconfitta di Arnall, oltre che dal supposto sabotaggio repubblicano, era stata causata anche dalla pessima reputazione politica legata al suo nome per via della crisi dei tre governatori, capitata vent'anni prima e dalla quale il vecchio politico non si era mai del tutto ripreso.
Maddox affrontò quindi il candidato repubblicano, che per la prima volta da un secolo aveva serie possibilità di vittoria. Howard Callaway guadagnò la maggioranza dei voti alle elezioni generali, con Maddox al secondo posto, ma oltre 52 000 voti andarono comunque all'ormai ritirato Arnall, inficiando quindi un'elezione diretta del governatore. In base alle regole elettorali, il Senato della Georgia doveva quindi eleggere uno dei due candidati con il maggior numero di voti. Con il potere legislativo dominato in modo schiacciante dai democratici, ai quali era stato in precedenza chiesto di firmare un "giuramento di fedeltà democratico", Maddox fu infine eletto governatore.

#### Governatore della Georgia
Paradossalmente, nonostante le sue forti convinzioni segregazioniste, le politiche di Maddox si rivelarono tutto sommato progressiste. Costretto anche da una politica nazionale sempre più favorevole ai diritti civili degli afroamericani, finì con l'essere promotore di vaste riforme carcerarie e scolastiche maggiormente favorevoli alla minoranza nera; sotto Maddox vennero inoltre nominati numerosi ufficiali e dipendenti pubblici afroamericani, molti più che dai suoi predecessori. Molti anni dopo, il repubblicano Benjamin B. Blackburn disse che Maddox era stato "un governatore molto migliore di quello che i suoi detrattori abbiano mai voluto ammettere". Blackburn fece anche notare come nessuna accusa di corruzione fosse mai stata imputata a Maddox, e che la sua amministrazione si caratterizzò per il forte sviluppo economico.
Temendo un cattivo ritorno d'immagine, Maddox si batté comunque duramente per i diritti dello Stato della Georgia e cercò di mantenere in vigore una parvenza di segregazione durante il suo mandato. Ad esempio, alla morte di Martin Luther King Jr., negò alla sua salma la sepoltura ad Atlanta dopo che agenti di polizia sotto copertura gli avevano riferito che erano in programma dei disordini da parte della folla. Come precauzione, Maddox fece stazionare 160 agenti in assetto da sommossa nella capitale. Tuttavia, i funerali, ai quali parteciparono diecimila persone, si svolsero del tutto pacificamente, nonostante l'enorme dispiegamento di forze di polizia.
L'umorismo spesso auto-ironico di Maddox e il suo modo di fare schietto contrastavano con la roboante retorica dei politici sudisti dell'epoca come George Wallace e Strom Thurmond. Quando una volta gli venne chiesto cosa si sarebbe potuto fare per migliorare le condizioni dei carcerati nelle prigioni della Georgia, Maddox rispose che quello che serviva davvero era avere una classe migliore di detenuti. Nonostante la demagogia segregazionista, le riforme di Maddox lo resero moderatamente popolare anche presso gli afroamericani.
Nel 1968 Maddox sostenne l'ex Democratico George Wallace, all'epoca candidato segregazionista del Partito Indipendente Americano, alle elezioni presidenziali. Maddox era a favore della Guerra in Vietnam dato il suo spiccato anticomunismo, e nei suoi discorsi citava spesso i pericoli della "minaccia rossa" e della sua influenza. Nel 1969 ricevette un Dottorato in Legge onorario dalla Bob Jones University.

#### Vice-governatore della Georgia (1971-1975)
Al termine del suo mandato, poiché la carta costituzionale della Georgia redatta nel 1945 non consentiva al governatore uscente di ricandidarsi per un secondo mandato consecutivo, Maddox scelse di candidarsi per la carica di vicegovernatore, slegata da quella principale. Sebbene Maddox fosse stato eletto come candidato del Partito Democratico nello stesso periodo nel quale Jimmy Carter vinse le elezioni diventando il nuovo governatore della Georgia, i due non furono mai "compagni di partito", e durante i quattro anni del loro mandato non persero occasione per scontrarsi pubblicamente su vari argomenti.
Poco tempo dopo l'elezione, il 18 dicembre 1970 Maddox apparve come ospite al programma televisivo Dick Cavett Show. Durante una pausa pubblicitaria, l'ex giocatore di football americano Jim Brown gli chiese ironicamente "se avesse mai avuto qualche problema con i bigotti bianchi a causa di tutte le cose che aveva fatto per i neri mentre era governatore". In trasmissione, il concetto venne ribadito dal conduttore Dick Cavett facendo infuriare Maddox, che pretese delle scuse immediate non tollerando che i suoi elettori fossero stati definiti dei "bigotti". Cavett rifiutò di scusarsi, e allora Maddox abbandonò la trasmissione.
Nel 1974 Maddox si candidò nuovamente alla carica di governatore ma perse alle primarie del Partito Democratico in favore di George Busbee.

#### Elezioni presidenziali del 1976
Quando nel 1976 Carter si candidò come Presidente degli Stati Uniti, Lester Maddox fu suo avversario come candidato del Partito Indipendente Americano, affermando in campagna elettorale che il suo rivale era "l'uomo più disonesto che avesse mai conosciuto" (la definizione era simile a quella data da Barry Goldwater circa Richard Nixon). Maddox e il candidato alla vicepresidenza William Dyke, ex sindaco di Madison, in Wisconsin, ricevettero 170 274 voti in totale (meno dell'1% delle preferenze) e nessun voto elettorale.

### Ritiro e periodi successivi
Nel 1977, al termine della sua carriera politica, trovandosi sommerso dai debiti a causa dei costi sostenuti per la campagna elettorale del 1974-76, Maddox intraprese una breve carriera come cabarettista da nightclub insieme al musicista afroamericano Bobby Lee Sears, che era stato un suo dipendente all'epoca del "Pickrick". Sears era stato in carcere per droga prima che Maddox, in qualità di vicegovernatore, lo aiutasse ad ottenere la scarcerazione. Autoproclamandosi "The Governor and the Dishwasher" ("Il Governatore e il Lavapiatti"), il duo si esibì in numeri comico-musicali con Maddox all'armonica a bocca e Sears alla chitarra.
Nel 1990 Lester Maddox fece un ultimo tentativo di candidarsi alle elezioni governative, ma alle primarie del 1990 ottenne solo il 3% dei voti. Egli rimase comunque una figura pubblica di spicco nella sua comunità della contea di Cobb. Nel 1992 e nel 1996 supportò senza successo il candidato repubblicano Pat Buchanan alle elezioni presidenziali. Tenne il suo ultimo discorso in pubblico ad Atlanta nel 2001 nel corso della conferenza annuale del "Consiglio dei cittadini conservatori", del quale era uno dei membri dirigenti. Detta organizzazione è considerata essere un gruppo di suprematisti bianchi dal Southern Poverty Law Center e dalla Anti-Defamation League.

### Morte
Il 25 giugno 2003, a seguito di una caduta nell'ospizio per anziani di Atlanta dove era ricoverato per riprendersi dai postumi di un intervento chirurgico all'intestino, Maddox morì all'età di 87 anni a causa delle complicazioni dovute a polmonite e cancro alla prostata. La moglie Virginia era morta nel 1997; sono entrambi sepolti all'Arlington Memorial Park di Sandy Springs, Contea di Fulton (Georgia).

## Riferimenti in altri media
- Nel 1968 una piccola compagnia teatrale di Atlanta mise in scena un testo intitolato Red, White and Maddox. La pièce teatrale metteva in ridicolo Lester Maddox e immaginava un futuro dove lui, aggiudicandosi le elezioni presidenziali del 1972, diventata il Presidente degli Stati Uniti d'America e faceva scoppiare una guerra con l'Unione Sovietica. Lo show arrivò anche a Broadway, e andò in scena per 41 repliche al Cort Theatre.[23]
- Maddox fu citato ironicamente nel primo episodio della serie tv I Jefferson, ma solo nella versione originale.
- Lester Maddox viene citato nella strofa d'apertura della canzone Rednecks di Randy Newman, in riferimento a una sua apparizione al Dick Cavett Show negli anni settanta:

With some smart-ass New York Jew

And the Jew laughed at Lester Maddox

And the audience laughed at Lester Maddox too

Well, he may be a fool, but he's our fool

And if they think they're better than him, they're wrong

So I went to the park and I took some paper along

And that's where I made this song.»
Con qualche furbo ebreo newyorkese

E l'ebreo rise di Lester Maddox

E anche il pubblico ha riso di Lester Maddox

Beh, lui potrebbe essere un pazzo, ma è il nostro pazzo

E se pensano di essere migliori di lui, si sbagliano

Così sono andato al parco e ho preso un po' di carta

Ed è lì che ho scritto questa canzone.»
(Rednecks, Randy Newman)
- Secondo un giornalista del Creative Loafing che nel 1999 lo intervistò a proposito, "quello che offese [Maddox] maggiormente è il crudo riferimento all'"ebreo" fatto da Newman nella canzone".[24] Bisogna tuttavia far notare che il testo di Newman è recitato dal punto di vista di un cosiddetto "redneck", che presume, sbagliando, che Dick Cavett sia ebreo.
- Nel romanzo Aria di tempesta di Carl Hiaasen, l'antagonista principale è un criminale di strada chiamato "Lester Maddox Parsons", chiamato così dai genitori in onore del Governatore della Georgia.